# 專賣
專賣是指一個國家的政府，利用自身拥有的行政特权，為了介入人民的生活，達到控制社会的效果，又能對徵加政府的稅收、資金來源所採取的措施。因此，對於人民生活所必需之物品或是為了維護政府統治的安全性來說，壟斷資源，例如食鹽、鐵、酒、茶葉等，由政府獨佔經營，不許私人參與。

## 各地專賣制度

### 臺灣
臺灣日治初期陸續實施鴉片、鹽、樟腦專賣，並在1901年設立臺灣總督專賣局，並陸續實施香菸（1905年）、酒類（1922年）、啤酒（1933年）、無水酒精（1939年）、度量衡器（1942年）、火柴（1942年）、石油（1942年）、鹽滷汁（1944年）等專賣:56。二戰後，台灣的專賣事務改由台灣省菸酒公賣局負責，只剩菸草、酒、樟腦專賣（1968年結束），菸酒專賣則在台灣於2002年，以臺澎金馬個別關稅領域加入世界貿易組織後，隨菸酒公賣局在同年改制為「臺灣菸酒股份有限公司」而廢止。

### 日本
日本的幕府江戶時代中期實施米、金銀箔、石灰、銅等專賣，各藩為了增加財政收入，則有規定其他的專賣品，例如紙、炭、棉花、絲綢、茶、香菸等。明治維新之後，在1898年設置大藏省專賣局，並實施菸草專賣，1903年實施粗製樟腦及樟腦油專賣，1905年實施鹽專賣，1937年實施酒精專賣，1943年實施石油專賣。
二戰後，專賣局在1949年改為日本專賣公社，負責菸、鹽、樟腦專賣。樟腦專賣在1962年廢止，香菸專賣則隨日本專賣公社在1985年民營化改制為「日本菸草產業株式會社」而廢止，鹽專賣則是在1996年廢止，而日本菸草產業株式會社的鹽務部門獨立為「財團法人鹽事業中心」；酒類專賣則在2001年才廢止。

### 韓國
朝鮮半島在13世紀末的高麗忠宣王統治時期開始實施權鹽法，開始鹽專賣。1908年，大韓帝國實施《紅蔘專賣法》，並直到1996年才廢除人參專賣。在朝鮮日治時期，設有朝鮮總督府專賣局，實施菸草、鴉片、麻藥專賣。

### 中國大陆
專賣是行之有年之政策，春秋時代管仲有“官山海”政策。漢武帝為增加國家收入，命桑弘羊推行鹽鐵專賣制度，是最重要的财政收入。安史之亂後，唐朝國盛日衰，第五琦為鹽鐵使，實行專賣食鹽。專賣對國家財政幫助很大，但對一些有識之士而言並非好事。漢武帝雄才大略，“情存遠略，志辟四方，南誅百越，北討强胡，西伐大宛，東並朝鮮。因文景之蓄，借天下之饒，數十年間，官民俱匱。” 西漢元氣大傷，昭帝繼位後引發鹽鐵論的廷議。宋仁宗時，王曾指出：“榷酒蓋出於前代之不得已，今以經費至廣，未能省去，若又榷醋，則甚矣。”馬端臨將鹽鐵酒茶專賣歸類於“衰世”之法。
中國大陆在1979年取消酒類專賣制度，鹽業專賣則在2014年廢止，而烟草专卖则持续至今，設有國家菸草專賣局以負責菸草專賣及生產供銷。

### 西方國家
在北歐的芬蘭、瑞典、挪威、冰島和丹麥屬地法羅群島，以及加拿大各省、地區，由於受到禁酒運動影響，一直對酒類實施政府專賣；唯加拿大艾伯塔省於1993年將賣酒民營化，而丹麥本土則從未實施酒類專賣。

## 另見
- 專營
- 壟斷
- 專賣局